# Synelix brevicornis
Synelix brevicornis är en stekelart som först beskrevs av Burghele 1960.  Synelix brevicornis ingår i släktet Synelix och familjen bracksteklar. Inga underarter finns listade i Catalogue of Life.